# Plaza de la Intendencia de la ciudad de Córdoba

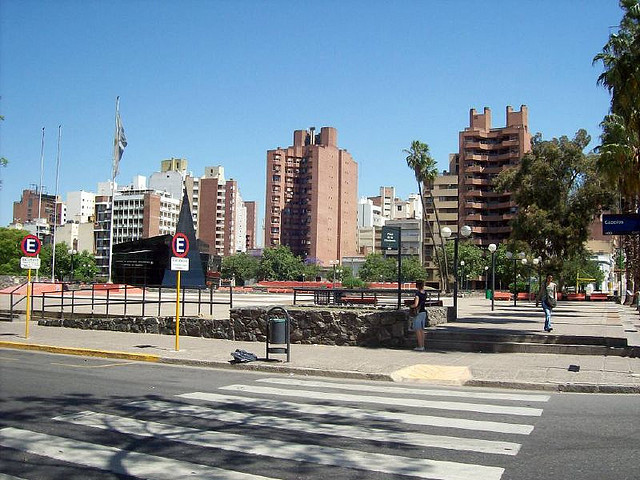
Vista desde la esquina de Caseros y Bolívar.

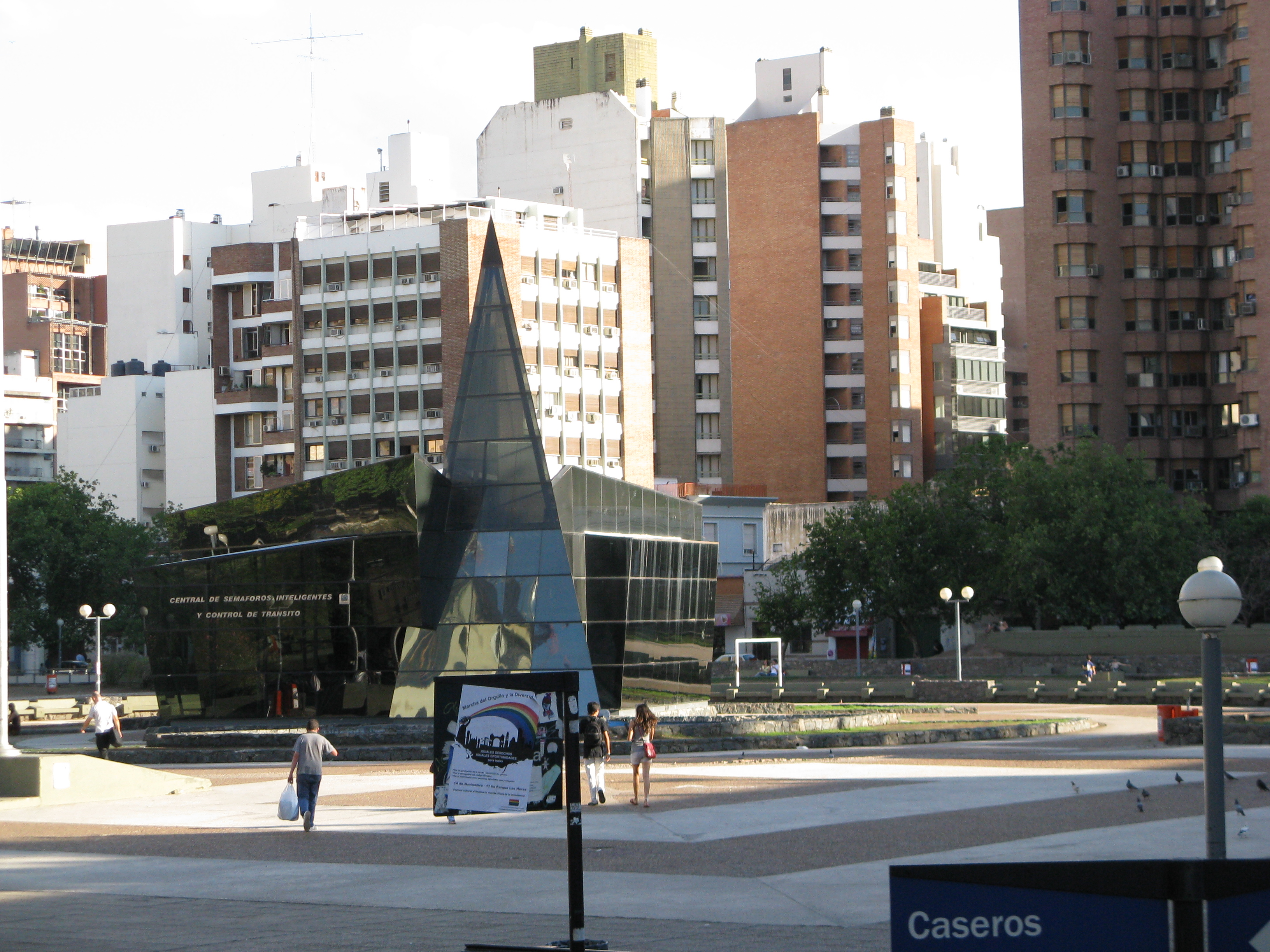
En el centro de la plaza se halla la Central de Semáforos Inteligentes.

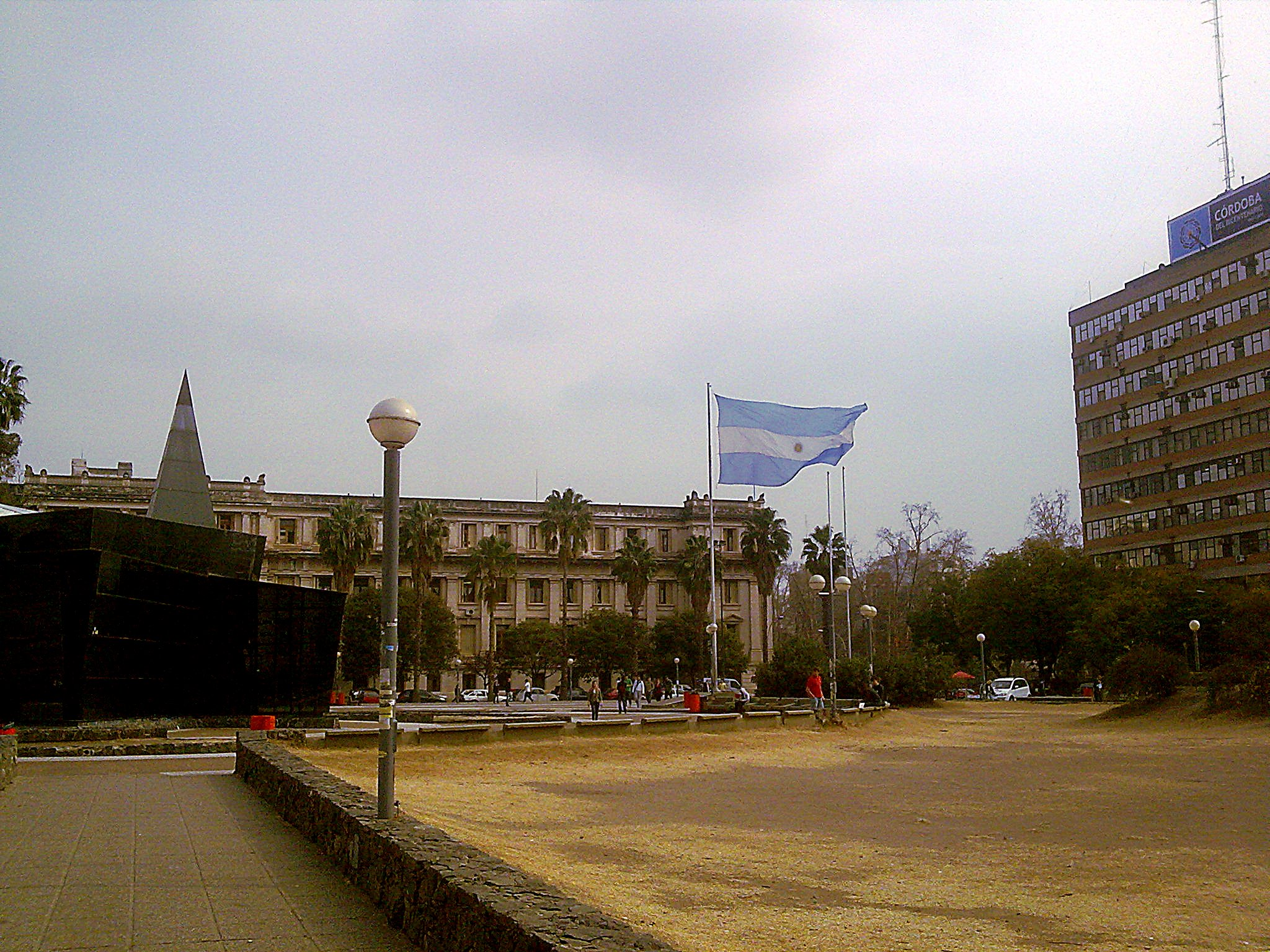
Vista del Palacio de Justicia (izquierda) y el Palacio Municipal 6 de Julio (derecha).

La Plaza de la Intendencia-Héroes de Malvinas, también conocida como Plaza de la Intendencia, es un espacio verde de dicha ciudad argentina, que obtiene su nombre al encontrarse junto al edificio principal de gobierno de la ciudad, el Palacio 6 de Julio.

## Características
Se encuentra en la manzana formada por las calles Caseros, Marcelo T. de Alvear, Duarte Quirós y Bolívar, en el centro de la ciudad de Córdoba. Está rodeada por el Palacio de Justicia al oeste, el Palacio Municipal 6 de Julio al norte y el arroyo La Cañada al este.
El edificio vidriado en el centro, conocido como la "Casa del Futuro", es un espacio dedicado a la realización de muestras, presentaciones artísticas y musicales, así como a la organización de talleres y actividades de capacitación dirigidas a jóvenes.
En la esquina de Duarte Quirós y Marcelo T. de Alvear (La Cañada) se encuentra el monumento "Héroes de Malvinas", inaugurado en 1983. Esta obra, realizada en cemento por el artista cordobés Marcelo Hepp, conmemora a los soldados argentinos caídos durante la Guerra de Malvinas en 1982. La escultura está compuesta por siete figuras de soldados sin rango militar, y los tres que se ubican al frente portan la Bandera, representando a las tres fuerzas armadas de Argentina: el Ejército, la Armada y la Fuerza Aérea.

## Historia
A mediados del siglo XX, la manzana que hoy conforma la plaza estaba ocupada por antiguas casonas, hasta que la Municipalidad de Córdoba decidió la demolición de algunas de ellas para constituir lo que se daría en llamar Plaza Gobernador Dr. Pedro J. Frías.
En 1983, el crecimiento del tránsito en la zona llevó al entonces comisionado municipal, Eduardo P. Cafferata, a extender el proyecto a la manzana completa, construyéndose una playa de estacionamiento subterránea. Cafferata impuso el nombre de Frías a una plaza de barrio San Francisco, nombrando como Plaza de la Intendencia de la ciudad de Córdoba a la ubicada frente al Palacio Municipal, mediante la ordenanza N° 7806 del 29 de agosto de 1983. 
Fue inaugurada el 23 de septiembre de aquel año. Poco después, el 5 de octubre, por disposición del interventor federal Rubén J. Pellanda, se inauguró en la esquina de Duarte Quirós y Marcelo T. de Alvear un monumento que conmemora a los caídos en la guerra de Malvinas. 
En 1996 el intendente Rubén A. Martí mandó retirar la fuente de agua que se hallaba en el centro de la plaza, erigiéndose en su lugar una construcción de vidrio que alberga la Central de Semáforos Inteligentes y Control de Tránsito de la ciudad.
En 2010 se realizó la segunda Feria de ediciones independientes de Córdoba "Libros Son" y desde entonces la plaza se convirtió en eje de la literatura independiente local, tanto así que el devenir de los años mudaron la tradiciónal feria del libro que se realizaba en la plaza San Martín a las periferias
de la plaza de la Intendencia.